# بلودره لانگه
بلودره لانگه (به ایتالیایی: Belvedere Langhe) یک کومونه در ایتالیا است که در استان کونیو واقع شده‌است.

## خصوصیات
بلودره لانگه ۵٫۰ کیلومترمربع مساحت و ۳۸۴ نفر جمعیت دارد.

## خواهرخوانده
شهر بلودره ماریتیمو خواهرخواندهٔ بلودره لانگه هست.